# Xã Clay, Quận Owen, Indiana
Xã Clay (tiếng Anh: Clay Township) là một xã thuộc quận Owen, tiểu bang Indiana, Hoa Kỳ. Năm 2010, dân số của xã này là 2.600 người.